# Lissocephala rasplusi
Lissocephala rasplusi är en tvåvingeart som beskrevs av Mcevey och Lachaise 1990. Lissocephala rasplusi ingår i släktet Lissocephala och familjen daggflugor.
Artens utbredningsområde är Elfenbenskusten. Inga underarter finns listade i Catalogue of Life.